# Mazara del Vallo
Mazara del Vallo é uma comuna italiana da região da Sicília, província de Trapani, com cerca de 48.156 habitantes. Estende-se por uma área de 275 km², tendo uma densidade populacional de 175 hab/km². Faz fronteira com Campobello di Mazara, Castelvetrano, Marsala, Petrosino, Salemi.

## Demografia
| Variação demográfica do município entre 1861 e 2011                               |
|                                                                                   |
| Fonte: Istituto Nazionale di Statistica (ISTAT) - Elaboração gráfica da Wikipedia |